# Comté de Lawrence (Kentucky)
Pour les articles homonymes, voir Comté de Lawrence.
Le comté de Lawrence est un comté de l'État du Kentucky, aux États-Unis. Son siège est à Louisa
En 2010 la population du comté était de 15 860 habitants. Son nom lui a été donné en l'honneur de James Lawrence. Ricky Skaggs, la star de musique country, y est né.